# Sertularella cubica
Sertularella cubica is een hydroïdpoliep uit de familie Sertulariidae. De poliep komt uit het geslacht Sertularella. Sertularella cubica werd in 1980 voor het eerst wetenschappelijk beschreven door García Aguirre & Gonzalez. 